# Komisja Europejska
Komisja Europejska, KE – organ wykonawczy Unii Europejskiej, odpowiedzialny za bieżącą politykę Unii, nadzorujący prace wszystkich jej agencji i zarządzający jej funduszami. Komisja posiada wyłączną inicjatywę legislacyjną w zakresie prawa unijnego (o ile Traktat nie postanowi inaczej) oraz jest uprawniona do wydawania rozporządzeń wykonawczych (ang. Commission Regulation). Jej główną siedzibą jest Bruksela.
Funkcjonowanie komisji jest wzorowane na rządzie gabinetowym, a 27 komisarzy odpowiada randze ministra w rządach poszczególnych państw. Od 2004 na każde państwo członkowskie Unii Europejskiej przypada jeden komisarz, choć w założeniu mają oni reprezentować interesy całej Unii, a nie państw, z których pochodzą. Jeden z grona komisarzy jest wybierany przez Radę Europejską, a następnie zatwierdzany przez Parlament Europejski na przewodniczącego Komisji (obecną przewodniczącą jest Ursula von der Leyen, która pełni tę funkcję od 1 grudnia 2019).
W potocznym rozumieniu termin „Komisja Europejska” może także oznaczać całą administrację podległą 27 komisarzom. W 2016 roku w strukturach Komisji było zatrudnionych około 32 tys. urzędników.
Komisja Europejska jest odpowiedzialna tylko przed Parlamentem Europejskim, a w historii nie było przypadku jej odwołania, mimo bliskości wskutek zainicjowanego przez parlament w 1999 śledztwa w sprawie korupcji, nepotyzmu i niegospodarności (Komisja Santera przed głosowaniem w sprawie wotum nieufności sama podała się do dymisji).

## Struktura Komisji
Komisja liczy tylu członków, ile jest państw członkowskich Unii (27). Gdyby zrealizowano w tej kwestii postanowienia Traktatu lizbońskiego, od 1 listopada 2014 Komisja powinna liczyć w każdej kadencji 2/3 liczby członków Unii (tzn. jeśli UE liczy 27 państw, to komisarzy byłoby 18). Jednak Rada Europejska, stanowiąc jednomyślnie, mogła ustalić inną liczbę. Taką też decyzję podjęła 22 maja 2013 r., utrzymując rozwiązanie sprzed Traktatu z Lizbony.
Każdy z komisarzy jest odpowiedzialny za określoną dziedzinę, analogicznie do ministrów w rządzie. W skład Komisji wchodzi też wysoki przedstawiciel Unii do spraw zagranicznych i polityki bezpieczeństwa jako jeden z jej wiceprzewodniczących. Członkowie komisji nie mogą czuć się związani żadnymi instrukcjami płynącymi z krajów ich pochodzenia – są politykami, których desygnuje Rada Europejska (decydując większością kwalifikowaną), a zatwierdza Parlament Europejski. Ostatnim etapem powołującym Komisję w pełnym składzie jest mianowanie przez Radę Europejską. Zadaniem komisarzy jest nadzór nad przydzielonymi im dyrekcjami generalnymi.

## Tryb wyboru Komisji
Zgodnie z postanowieniami Traktatu z Lizbony, uwzględniając wyniki wyborów do Parlamentu Europejskiego, Rada Europejska wybiera większością kwalifikowaną kandydata na przewodniczącego Komisji Europejskiej, którego następnie po wysłuchaniu politycznego programu zatwierdza w głosowaniu Parlament Europejski, stanowiąc większością głosów członków wchodzących w jego skład. W przypadku niewybrania lub niezatwierdzenia kandydata stosuje się powyższą procedurę, a Rada Europejska ma miesiąc na przedstawienie nowego kandydata.
Rada (UE), w porozumieniu z przewodniczącym Komisji, ustala listę komisarzy, postępując według sugestii państw członkowskich. Następnie skład Komisji podlega kolegialnemu zatwierdzeniu przez Parlament Europejski, który przedtem przesłuchuje kandydatów na komisarzy na posiedzeniach odpowiednich Komisji. W przypadku zatwierdzenia, Rada Europejska mianuje Komisję, stanowiąc większością kwalifikowaną.

## Prerogatywy
Komisja Europejska zajmuje się wszystkimi bieżącymi zagadnieniami dotyczącymi funkcjonowania Unii, a więc polityką rolną, gospodarczą, społeczną, obronnością i polityką międzynarodową itp. Oprócz tego Komisja jest instytucją zajmującą się konstruowaniem i przedstawianiem pod głosowanie Radzie Unii Europejskiej lub Parlamentowi Europejskiemu wszystkich aktów prawnych Unii. Komisja przygotowuje też zazwyczaj propozycje traktatów i innych aktów prawa międzynarodowego, które są później dyskutowane na zebraniach Rady Europejskiej. Komisja Europejska nadzoruje
też rządy państw członkowskich w sprawie wdrażania zmian prawa poszczególnych krajów wynikających z przystosowywania prawa krajowego do ustaleń unijnych. Komisja prowadzi też bieżące negocjacje z krajami kandydującymi do Unii.
Przewodniczący Komisji Europejskiej jest oficjalną „głową” Unii, reprezentując ją w kontaktach międzynarodowych.
Komisja Europejska jako jedyny organ unijny ma prawo tzw. bezpośredniej inicjatywy legislacyjnej.
Komisja tworzy również białe księgi i zielone księgi. Zielone księgi to komunikaty dotyczące pewnych dziedzin polityki, skierowane przede wszystkim do uczestników konsultacji i debat na dany temat. Czasami stanowią impuls do podjęcia działań legislacyjnych. Białe księgi to dokumenty zawierające propozycje konkretnych działań Unii, opracowywane często po publikacji zielonej księgi rozpoczynającej dyskusję na dany temat.

## Historia Komisji
Poprzedniczkami Komisji Europejskiej były: powstała w 1952 r. Wysoka Władza, będąca organem zarządzającym EWWiS złożonym z funkcjonariuszy międzynarodowych, oraz istniejące od 1958 r. Komisja EWG i Komisja Euratomu. Wszystkie trzy organy zostały połączone w jednolitą Komisję Wspólnot Europejskich w 1967 r. na mocy Traktatu Fuzyjnego. Nazwa Komisja Europejska przyjęła się po wejściu w życie Traktatu z Maastricht i powstaniu Unii Europejskiej.

## Zarzuty o korupcję i niegospodarność
W 1999 Komisja została rozwiązana w wyniku zarzutów o korupcję i nepotyzm podniesionych przez audytora wewnętrznego Paula van Buitenena, w których główną rolę grała komisarz Édith Cresson. Bezpośrednią przyczyną rozwiązania Komisji, której przewodniczącym był Jacques Santer, był raport Komisji Niezależnych Ekspertów opisujący brak zarządzania sprzyjający korupcji i niegospodarności:

Badania przeprowadzone przez Komisję zbyt często wykazywały rosnący opór ze strony członków hierarchii wobec podejmowania odpowiedzialności. Trudno było znaleźć kogokolwiek, kto wykazywałby choćby śladowe poczucie odpowiedzialności (…) Skrajnie skomplikowane przepisy narażają EAGGF na korupcję i czynią jakąkolwiek kontrolę bardzo trudną.

{{Cytat}} Linki zewnętrzne: "źródło".
Zarzuty o nierzetelne rozliczanie środków budżetowych i brak transparentności były podnoszone ponownie w 2004 roku.
Po skandalu w 1999 roku rozwiązaniem problemu miało być uruchomienie biura antykorupcyjnego OLAF. Według Paula van Buitenena w 2008 roku nadal nie funkcjonuje ono skutecznie. Już w latach 2002–2004 zaobserwowano pierwsze przypadki wewnętrznych represji wobec urzędników zgłaszających do OLAF nieprawidłowości w swoich jednostkach.
W 2008 roku Komisja Europejska została skrytykowana przez koalicję organizacji pozarządowych za dopuszczenie do zdominowania grup eksperckich przez lobbystów i przedstawicieli biznesowych grup nacisku.
W 2009 roku 66% skarg do europejskiego rzecznika praw obywatelskich (European Ombudsman) dotyczyło działań Komisji Europejskiej, z czego 36% – braku transparentności, na przykład utrudniania dostępu do informacji publicznej.
W kwietniu 2009 ujawniona została wewnętrzna notatka rozesłana do pracowników Komisji Europejskiej, w której zaleca się im, by w raportach i korespondencji nie wspominali o prywatnych spotkaniach z lobbystami oraz instruuje, w jaki sposób utrudniać dostęp do informacji publicznej przez wąskie interpretowanie zapytań we wnioskach.
W 2010 roku organizacja Transparency International wyraziła zaniepokojenie podejmowaniem pracy przez byłych komisarzy w sytuacjach mogących stwarzać podejrzenie konfliktu interesów. Brytyjskie czasopismo „Public Servant Magazine” skrytykowało Komisję za rozrzutność i niekontrolowany rozrost biurokracji, której koszty utrzymania wynoszą ponad 8 miliardów euro, z czego koszty samej Komisji to ponad 3,5 miliarda. Zbiorcze raporty na temat wydatków Komisji Europejskiej opublikowało w 2011 roku The Bureau for Investigative Journalism, krytykując równocześnie KE za utrudnianie dostępu do tych informacji.
W 2010 roku Reuters ujawnił korespondencję urzędników Komisji, którzy ukrywali lub przeinaczali wyniki badań naukowych dla wsparcia politycznego programu promocji biopaliw. Wkrótce potem Komisja została pozwana do sądu przez organizację ClientEarth z zarzutem ograniczania prawa do informacji publicznej. Kontrowersje wzbudza także – zgodna z przepisami KE – praktyka wypłacania byłym komisarzom „przejściowych wynagrodzeń” w wysokości 40–65% ich zarobków przez trzy lata od odejścia z pracy.

## Obecny skład Komisji
| Komisarz                | Stanowisko | Partia | Partia                                  | Państwo członkowskie | Czas pełnienia stanowiska | Czas pełnienia stanowiska | Przypisy |
| Komisarz                | Stanowisko | Partia | Partia                                  | Państwo członkowskie | Od                        | Do                        | Przypisy |
| ----------------------- | --- | ------ | --------------------------------------- | -------------------- | ------------------------- | ------------------------- | -------- |
| Ursula von der Leyen    | przewodnicząca Komisji Europejskiej                                                                            |        | Europejska Partia Ludowa                | Niemcy               | 1 grudnia 2024(dts)       |                           | [ 23 ]   |
| Magnus Brunner          | komisarz ds. wewnętrznych i migracji                                                                           |        | Europejska Partia Ludowa                | Austria              | 1 grudnia 2024(dts)       |                           | [ 24 ]   |
| Hadja Lahbib            | komisarz ds. gotowości i zarządzania kryzysowego oraz równości                                                 |        | Odnówmy Europę                          | Belgia               | 1 grudnia 2024(dts)       |                           | [ 25 ]   |
| Ekaterina Zachariewa    | komisarz ds. przedsiębiorstw typu start-up, badań naukowych i innowacji                                        |        | Europejska Partia Ludowa                | Bułgaria             | 1 grudnia 2024(dts)       |                           | [ 26 ]   |
| Dubravka Šuica          | komisarz ds. Morza Śródziemnego                                                                                |        | Europejska Partia Ludowa                | Chorwacja            | 1 grudnia 2024(dts)       |                           | [ 27 ]   |
| Costas Kadis            | komisarz ds. rybołówstwa i oceanów                                                                             |        | Europejska Partia Ludowa                | Cypr                 | 1 grudnia 2024(dts)       |                           | [ 28 ]   |
| Jozef Síkela            | komisarz ds. partnerstwa międzynarodowego                                                                      |        | Europejska Partia Ludowa                | Czechy               | 1 grudnia 2024(dts)       |                           | [ 28 ]   |
| Dan Jørgensen           | komisarz ds. energii i mieszkalnictwa                                                                          |        | Partia Europejskich Socjalistów         | Dania                | 1 grudnia 2024(dts)       |                           | [ 29 ]   |
| Kaja Kallas             | wiceprzewodnicząca, wysoki przedstawiciel Unii do spraw zagranicznych i polityki bezpieczeństwa                |        | Odnówmy Europę                          | Estonia              | 1 grudnia 2024(dts)       |                           | [ 30 ]   |
| Henna Virkkunen         | wiceprzewodnicząca wykonawcza ds. suwerenności technologicznej, bezpieczeństwa i demokracji                    |        | Europejska Partia Ludowa                | Finlandia            | 1 grudnia 2024(dts)       |                           | [ 28 ]   |
| Stéphane Séjourné       | wiceprzewodniczący wykonawczy ds. dobrobytu i strategii przemysłowej                                           |        | Odnówmy Europę                          | Francja              | 1 grudnia 2024(dts)       |                           | [ 31 ]   |
| Apostolos Dzidzikostas  | komisarz ds. zrównoważonego transportu i turystyki                                                             |        | Europejska Partia Ludowa                | Grecja               | 1 grudnia 2024(dts)       |                           | [ 32 ]   |
| Teresa Ribera Rodríguez | wiceprzewodnicząca wykonawcza ds. czystej, sprawiedliwej i konkurencyjnej transformacji                        |        | Partia Europejskich Socjalistów         | Hiszpania            | 1 grudnia 2024(dts)       |                           | [ 28 ]   |
| Wopke Hoekstra          | komisarz ds. klimatu, neutralności emisyjnej i czystego wzrostu                                                |        | Europejska Partia Ludowa                | Holandia             | 1 grudnia 2024(dts)       |                           | [ 33 ]   |
| Michael McGrath         | komisarz ds. demokracji, sprawiedliwości, praworządności i ochrony konsumentów                                 |        | Odnówmy Europę                          | Irlandia             | 1 grudnia 2024(dts)       |                           | [ 34 ]   |
| Andrius Kubilius        | komisarz ds. obrony i przestrzeni kosmicznej                                                                   |        | Europejska Partia Ludowa                | Litwa                | 1 grudnia 2024(dts)       |                           | [ 28 ]   |
| Christophe Hansen       | komisarz ds. rolnictwa i żywności                                                                              |        | Europejska Partia Ludowa                | Luksemburg           | 1 grudnia 2024(dts)       |                           | [ 35 ]   |
| Valdis Dombrovskis      | komisarz ds. gospodarki i wydajności oraz wdrażania i upraszczania                                             |        | Europejska Partia Ludowa                | Łotwa                | 1 grudnia 2024(dts)       |                           | [ 28 ]   |
| Glenn Micallef          | komisarz ds. sprawiedliwości międzypokoleniowej, młodzieży, kultury i sportu                                   |        | Partia Europejskich Socjalistów         | Malta                | 1 grudnia 2024(dts)       |                           | [ 28 ]   |
| Piotr Serafin           | komisarz ds. budżetu i administracji publicznej oraz zwalczania nadużyć finansowych                            |        | Europejska Partia Ludowa                | Polska               | 1 grudnia 2024(dts)       |                           | [ 36 ]   |
| Maria Luís Albuquerque  | komisarz ds. usług finansowych oraz unii oszczędności i inwestycji                                             |        | Europejska Partia Ludowa                | Portugalia           | 1 grudnia 2024(dts)       |                           | [ 37 ]   |
| Roxana Mînzatu          | wiceprzewodnicząca wykonawcza ds. prawa i umiejętności społecznych, wysokiej jakości miejsca pracy i gotowości |        | Partia Europejskich Socjalistów         | Rumunia              | 1 grudnia 2024(dts)       |                           | [ 38 ]   |
| Maroš Šefčovič          | komisarz ds. handlu i bezpieczeństwa gospodarczego oraz stosunków międzyinstytucjonalnych i przejrzystości     |        | Partia Europejskich Socjalistów         | Słowacja             | 1 grudnia 2024(dts)       |                           | [ 28 ]   |
| Marta Kos               | komisarz ds. rozszerzenia                                                                                      |        | Odnówmy Europę                          | Słowenia             | 1 grudnia 2024(dts)       |                           | [ 39 ]   |
| Jessika Roswall         | komisarz ds. środowiska, odporności wodnej i konkurencyjnej gospodarki o obiegu zamkniętym                     |        | Europejska Partia Ludowa                | Szwecja              | 1 grudnia 2024(dts)       |                           | [ 40 ]   |
| Olivér Várhelyi         | komisarz ds. zdrowia i dobrostanu zwierząt                                                                     |        | Patrioci za Europą                      | Węgry                | 1 grudnia 2024(dts)       |                           | [ 28 ]   |
| Raffaele Fitto          | wiceprzewodniczący wykonawczy ds. spójności i reform                                                           |        | Europejscy Konserwatyści i Reformatorzy | Włochy               | 1 grudnia 2024(dts)       |                           | [ 41 ]   |

## Poprzednie komisje
- Pierwsza Komisja Waltera Hallsteina (1958–1962)
- Druga Komisja Waltera Hallsteina (1962–1967)
- Komisja Jeana Reya (1967–1970)
- Komisja Franco Malfattiego (1970–1972)
- Komisja Sicco Mansholta (1972–1973)
- Komisja François-Xaviera Ortolego (1973–1977)
- Komisja Roya Jenkinsa (1977–1981)
- Komisja Gastona Thorna (1981–1985)
- Pierwsza Komisja Jacques’a Delorsa (1985–1988)
- Druga Komisja Jacques’a Delorsa (1988–1992)
- Trzecia Komisja Jacques’a Delorsa (1992–1994)
- Komisja Jacques’a Santera (1995–1999)
- Komisja Romano Prodiego (1999–2004)
- Pierwsza Komisja José Manuela Barroso (2004–2010)
- Druga Komisja José Manuela Barroso (2010–2014)
- Komisja Jean-Claude’a Junckera (2014–2019)
- Pierwsza Komisja Ursuli von der Leyen (2019–2024)